# Tranzacție imobiliară fără intermediar

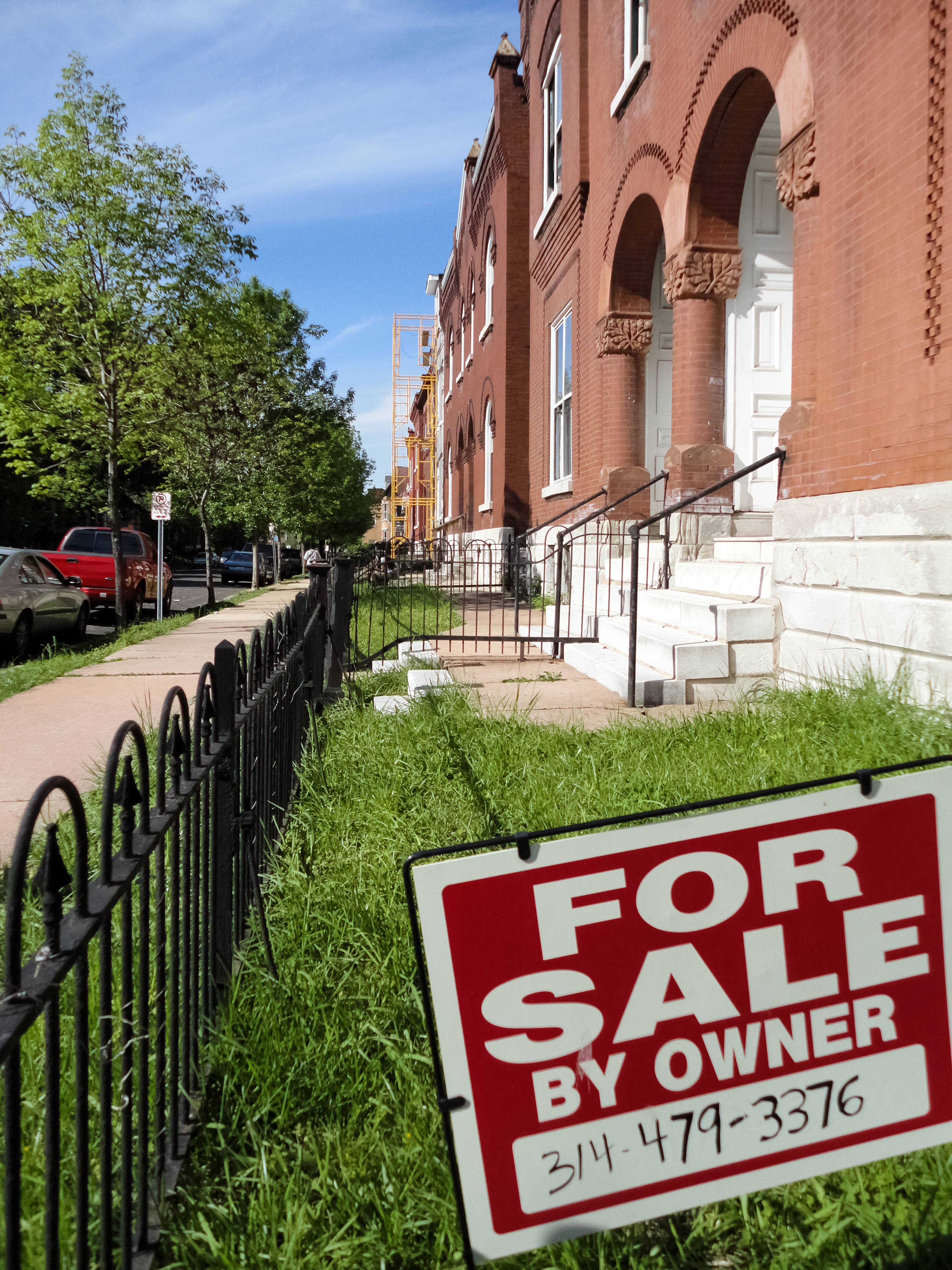
Imobil de vânzare

Tranzacția imobiliară fără intermediar (For Sale By Owner în limba engleză, prescurtat "FSBO") este un termen din vocabularul afacerilor imobiliare care descrie situația în care tranzacția imobiliară se realizează fără participarea unui intermediar, direct, între vânzător și cumpărător. În acest fel, nici un comision de vânzare-cumpărare nu este acordat pentru intermediar (agentul imobiliar), deoarece acesta nu intervine în niciun fel în desfășurarea tranzacției. 
Sistemul FSBO este destinat celor care doresc să evite plata comisionului agenților imobiliari, acesta ajungând de obicei până la 6%. Având în vedere ca vânzarea unei proprietăți prin sistemul FSBO este destul de solicitantă, reprezintă o alternativă pe care nu orice proprietar o alege, în special datorită eforturilor care trebuiesc depuse (analiza a pieței imobiliare, promovare proprie prin diverse canale de publicitate, amenajări de ultimă oră ale proprietății, negocierea personala a prețului de tranzacționare, consultanță juridică, realizarea actelor).

## Istoric
Ziarele, flyerele și alte forme de publicitate stau de mult timp la îndemâna proprietarilor dornici de a se ocupa singuri de procesul de marketing.
Dezvoltarea internetului și faptul că acesta a devenit accesibil majorității populației, au făcut ca informația să ajungă la un mare număr de potențiali cumpărători fără folosirea unui agent imobiliar.
Ideea vânzării caselor pe Internet a apărut cu mai bine de un deceniu în urmă,când în Statele Unite ale Americii. Sute de website-uri încercau să atragă clienții solicitând o taxă de câteva sute de dolari, care includea toate serviciile oferite.
La început, mulți proprietari au apelat la aceste website-uri de specialitate, în ideea că economisesc ceva bani, taxa pentru listarea proprietăților pe website-uri fiind mult mai mică și mai atrăgătoare decât comisionul perceput de agenții imobiliari.
Totuși, multe dintre aceste website-uri au dispărut, iar clienții au fost dezamăgiți de serviciul respectiv. Această decădere s-a datorat în principal faptului că, inițial, aceste website-uri promiteau clienților să facă online tot ceea ce un agent imobiliar făcea în persoană. Cu toate acestea, câteva website-uri au rămas pe piață. Cu timpul, majoritatea și-au schimbat conceptul de operare.
Ascensiunea acestui serviciu s-a datorat faptului că oamenii au înțeles că un website nu poate să înlocuiască toată munca unui agent imobiliar.
FSBO Madison este compania imobiliară, situată în Madison, Wisconsin, care inaugurat folosirea internetului ca alternativă la sistemul MLS (Multiple Listing Service) utilizat de agenții imobiliari. Compania este considerată a deține cel mai mare website de tranzacții imobiliare fără intermediar din Statele Unite ale Americii. Compania a fost fondată de către Christie Miller și Mary Clare Murphy ca o soluție la îndemână de a o ajuta pe Murphy să-și vândă casa. Ele au contactat proprietari locali care aveau casele listate ca „de vânzare de către proprietar” și websiteul a fost lansat pe 28 februarie 1998, cu zece listări. FSBO Madison reprezintă 25% din vânzările de case din zona Madison, conform rapoartelor. În 2002, au raportat aproximativ 2 000 de case listate. 
În septembrie 2007, FSBO Madison a fost subiectul unui studiu condus de trei economiști de la Universitatea Northwestern și de la Universitatea Wisconsin, pe nume Igal Hendel, Aviv Nevo și Francois Ortalo-Magne.

Ei au analizat avantajele și dezavantajele folosirii unui agent imobiliar și au descoperit că, în cazul caselor pentru care s-a folosit un agent imobiliar, acestea s-au vândut, în general, mai repede, dar în cazul celor vândute de către proprietar, acesta a iesit în avantaj din punct de vedere financiar. Compararea costurilor a scos la iveală faptul că există o diferență majoră între procentul mediu al vânzării unei case perceput de către un agent imobiliar și $150.00 percepuți de FSBO Madison pentru o listare timp de șase luni .
Astfel, rămâne la alegerea proprietarului modalitatea prin care dorește să-și vândă casa. Dacă dorește să economisească 6% din prețul de vânzare, trebuie să depună mult efort și să aștepte mai mult timp. În schimb, dacă dorește ca vânzarea să se realizeze în cel mai scurt timp posibil și fără bătăi de cap, atunci apelează la un profesionist.

## Studiu de piață
După cum s-a menționat mai sus, în septembrie 2007, FSBO Madison a fost subiectul unui studiu condus de trei economiști de la Universitatea Northwestern și de la Universitatea Wisconsin.
Ideea studiului a apărut în momentul în care doi dintre cei trei autori au decis să-și vândă casele. Aviv Nevo, profesor la Universitatea Northwestern, a apelat la un agent imobiliar pentru a-și vinde casa, pe când Igal Hendel, colegul acestuia, a apelat la serviciile FSBOMadison.com. „Totul a început în momentul în care am început să ne contrazicem care dintre noi a făcut cea mai bună afacere”, a spus Nevo.
Autorii studiului au folosit date atât de la Asociația agenților cât și de pe site-ul FSBO. Studiul s-a realizat pe 15 616 proprietăți vândute pe parcursul perioadei 1998-2004. Concluzia studiului a fost că cei care au hotărât să își vândă casa cu ajutorul unui agent imobiliar nu au obținut un preț mai mare decât cei care au ales să-și vândă casa singuri. Casele vândute pe FSBOMadison.com au avut un preț mediu de $175,068, în timp ce casele vândute cu ajutorul agenților au avut un preț mediu de $173,205 în perioada analizată. După plata comisionului agentului, cei care au apelat la serviciul FSBO au ieșit în câștig.
Câteva aspecte au ieșit și în favoarea agenților imobiliari și a sistemului MLS. Studiul arată că proprietățile vândute cu ajutorul agenților imobiliari s-au vândut mai repede decât cele vândute cu ajutorul FSBO. Rezultatele au arătat că proprietățile vândute cu ajutorul agenților imobiliari au o probabilitate de 25% să se vândă în decurs de 60 de zile, spre deosebire de 16% în cazul FSBO. Timpul mediu de vânzare a unei case prin FSBO este de 125 de zile, spre deosebire de 105 zile în cazul proprietăților vândute cu ajutorul agenților imobiliari. 
În urma acestui studiu, s-a ajuns, de asemenea, la concluzia că din ce în ce mai mulți consumatori vor studia mai îndeaproape prețul impus de agenții imobiliari.
În final, Nevo, care a apelat la un agent imobiliar, a recunoscut că Hendel, care a apelat la site-ul FSBO, a reușit să aducă mai multe argumente.

## Cum funcționează FSBO
În momentul în care oamenii au realizat că un website nu poate să înlocuiască în totalitate munca unui agent imobiliar, acest sistem a început să funcționeze și să prindă la public. Munca, realizată în mod normal de către un agent imobiliar, preluată de proprietarul care hotărăște să-și vândă singur casa a devenit din ce în ce mai ușoară, o dată cu dezvoltarea acestor website-uri. Acestea oferă proprietarilor ajutorul și toate informațiile necesare pentru ca acesta să poată să își vândă singur casa și astfel să economisească o sumă considerabilă, pe care în alt caz ar fi platit-o agentului imobiliar.
Aceste website-uri oferă kituri și pachete de servicii care conțin: sfaturi ale experților, legături către companiile care oferă formulare, bannere, informații despre prețurile de pe piață, informații despre ipotecă și asigurări, posibilitatea de a posta imagini ale proprietății respective, consilier juridic .

Proprietarul trebuie să urmeze câțiva pași pentru a realiza listarea casei. Un prim pas este alegerea website-ului cu care va lucra. Apoi, completează un formular în care menționează informațiile despre casa și stabilește prețul de vânzare. Aceste informații sunt publicate pe website-ul respectiv, la o adresă care poate fi accesată de cei interesați. De asemenea, alături de informații, sunt afișate și poze ale proprietății, furnizate de către proprietar. În schimb, proprietarul primește un banner pe care sunt menționate numărul de telefon și adresa la care pot fi accesate datele despre proprietate pe website-ul respectiv, banner ce va fi postat în fața casei.
În momentul în care un posibil cumpărător vede bannerul, acesta poate copia adresa și o poate accesa de acasă. În acest fel, el poate obține informațiile necesare despre casă și poate decide dacă este interesat. În luarea deciziei îl pot ajuta informații despre actele necesare, taxe sau prețuri, informații existente pe website. O dată luată decizia, potențialul cumpărător contactează proprietarii și stabilesc o întâlnire.
Mai nou, website-urile mari oferă clienților o pagină web pe care aceștia o pot customiza pentru proprietatea lor cu poze și descrieri detaliate, o căsuță de email privată, un serviciu prin care se oferă răspunsuri la întrebările legate de proprietate, statistici pentru a afla numărul de vizualizări ale listării etc.

## FSBO în România
În România, conform Autorității Naționale de Reglementare în Comunicații (ANRC), numărul total de abonați la Internet în 2006 a fost de 806 090, față de 49 926 în 2003. La data de 30 iunie 2010, Autoritatea Națională pentru Administrare și Reglementare în Comunicații (ANCOM), a stabilit numărul de abonați la internet la 2910000. La data de 30.06.2011, Autoritatea Națională pentru Administrare și Reglementare în Comunicații (ANCOM), a stabilit numărul conexiunilor de acces la internet în bandă largă furnizate la puncte fixe la 3130000, iar conexiuni la puncte mobile active la 5980000.
Dezvoltarea Internetului a condus inevitabil la dezvoltarea comerțului electronic. Din ce în ce mai multe persoane preferă să caute online produsele și serviciile de care au nevoie. Această preferință pentru serviciile online o întâlnim și în domeniul imobiliar. Din ce în ce mai mulți proprietari preferă să posteze pe website-uri de specialitate date despre casele pe care doresc să le vândă. De asemenea, și numărul potențialilor cumpărători care își încep căutarea online a crescut.
Conceptul FSBO a pătruns în România în octombrie 2006, primul website care oferea acest serviciu fiind magazinuldecase.ro. Inițial, sistemul de tranzacții imobiliare directe a fost lansat doar în București. Acesta le punea la dispoziție particularilor servicii premium care includeau realizarea unui set de fotografii profesioniste ale imobilului, dar și suport și consultanță în fixarea prețului unei locuințe, aspecte legale (actele necesare vânzarii, documentele pentru cadastru și intabulare), negociere  și orice altceva ce ține de procesul de tranzacționare.

## FSBO în Statele Unite
For Sale By Owner (FSBO) se referă la procesul de vânzare a unei locuințe fără utilizarea unui agent imobiliar. Istoric, tranzacțiile FSBO reprezentau o parte mai mare a pieței imobiliare din SUA, atingând un vârf de 20% în 1987. Cu toate acestea, conform Asociației Naționale a Agenților Imobiliari (National Association of Realtors, NAR), tranzacțiile FSBO au reprezentat doar 7% din totalul vânzărilor de locuințe în 2023, marcând un declin continuu. Această tendință este atribuită complexității crescute a tranzacțiilor imobiliare și avantajelor oferite de agenții imobiliari profesioniști, cum ar fi expunerea mai largă pe piață și expertiza în negocieri.
În ciuda declinului, FSBO rămâne popular în anumite circumstanțe. Aproximativ 57% dintre vânzătorii FSBO își cunosc personal cumpărătorul, vânzând adesea prietenilor, familiei sau vecinilor. Casele FSBO sunt, de asemenea, mai frecvente în zonele rurale, unde reprezintă 14% din vânzări, comparativ cu doar 3% în regiunile urbane. Deși locuințele FSBO se vând, în general, mai rapid—67% fiind finalizate în termen de două săptămâni—ele tind să se vândă la un preț mai mic, cu un preț mediu de vânzare de 310.000 USD, comparativ cu 405.000 USD pentru locuințele vândute cu ajutorul agenților imobiliari în 2023.
Rolul serviciilor MLS (Multiple Listing Services) cu tarif fix a estompat diferențele dintre vânzările FSBO și cele asistate de agenți tradiționali. Serviciile MLS cu tarif fix, care permit proprietarilor să își listeze proprietățile pe MLS fără a angaja un agent cu servicii complete, reprezintă acum 10% din toate tranzacțiile imobiliare. Aceasta a condus la sugestia unor critici că proporția reală a vânzărilor FSBO ar putea fi mai mare decât cea raportată de NAR. Platformele populare pentru listările FSBO includ Zillow, ForSaleByOwner.com, Facebook Marketplace și OfferMarket.